# Brontornis
Brontornis là chi chim khổng lồ không bay được đã tuyệt chủng từng sống ở Patagonia, Argentina. Loài duy nhất được xếp vào chi là "B. burmeister". Nó có nguồn gốc từ họ Phorusrhacidae, biệt danh là "loài chim khổng lồ" với kích thước to lớn của chúng và là động vật ăn thịt, một cách cụ thể hơn là phân họ Brontornithidae, trong đó chứa tập hợp loài cực kì to lớn và nặng phorusrhacids. Hóa thạch của loài chim to lớn này đã được tìm thấy ở Santa Cruz và Monte León Formation ở Argentina.

## Mô tả

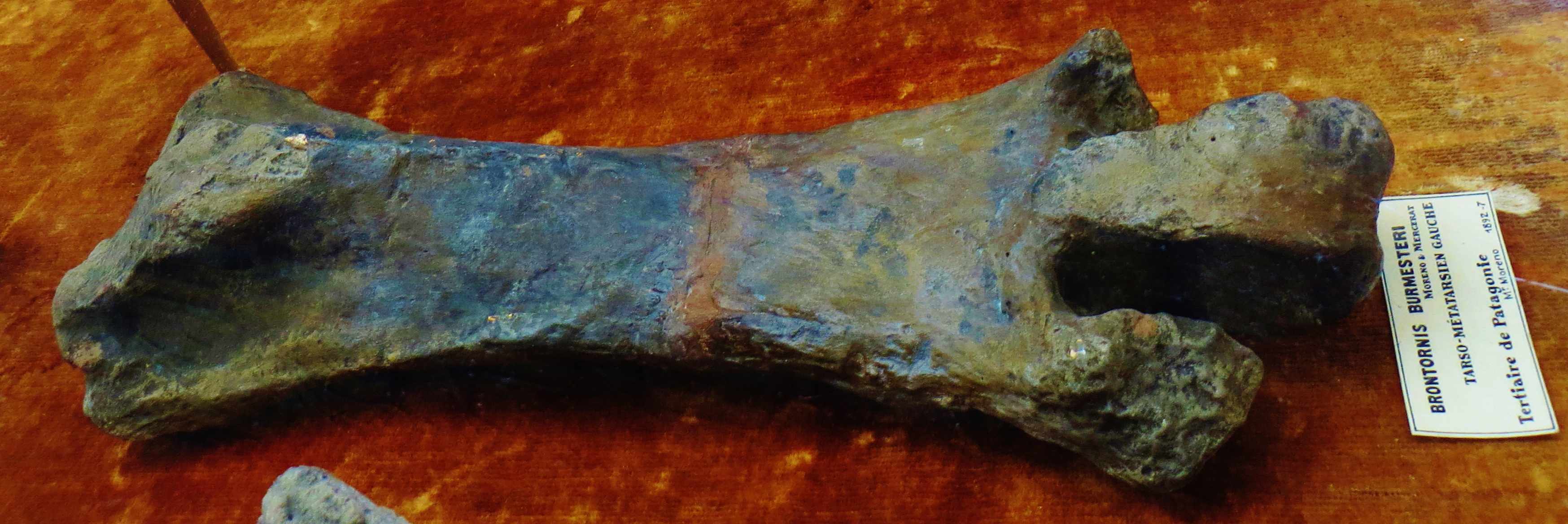
Tarsometatarsus

Loài được biết đến nhờ các bộ xương, chủ yếu là xương chân và bàn chân nhưng cũng có một phần của xương sọ và xương sống, được tìm thấy ở một số địa phương tỉnh Santa Cruz.
B. burmeisteri là loài phorusrhacid cao thứ hai, với chiều cao khoảng 2,8 m (9,2 ft) và là loài nặng nhất của phorusrhacid với khối lượng ước tính từ 350–400 kg (770–880 lb) (Alvarenga & Höfling, 2003), khiến nó trở thành loài chim thứ ba nặng nhất từ trước đến nay theo tài liệu hiện tại (sau Aepyornis maximus và Dromornis stirtoni), và là loài động vật ăn thịt lớn nhất ở thời gian và khu vực bấy giờ. Do số lượng lớn, nó có thể có một quy luật sống một số sẽ phục kích săn mồi và một số sẽ chủ động đuổi theo con mồi, vồ lấy con mồi từ sau một nơi ẩn náu và vật nó xuống bởi tất cả lực lượng của cuộc tấn công sau một cuộc săn đuổi ngắn. Trong cuộc tấn công con mồi (không nhất thiết phải trong tình huống phòng thủ, vì nó rất chậm chạp), nó có khả năng là loài động vật ăn thịt chiếm ưu thế của Miocene Patagonia, có khả năng tiêu diệt cả những động vật lớn như giống voi Astrapotherium và trong vai trò là động vật ăn thịt sánh ngang bằng với một đàn Thylacosmilus (động vật có vú răng kiếm). Nó chung sống với một số loài phorusrhacid nhỏ hơn và hoạt động nhiều hơn như Phorusrhacos, nhưng dường như đã tuyệt chủng trước khi Argentavis xuất hiện hàng loạt, loài chim bay lớn nhất từ trước tới nay.

## Phân loại
Những danh pháp đồng nghĩa chỉ các loài và chi:
- Rostrornis floweri Moreno & Mercerat, 1891
- Brontornis platyonyx Ameghino, 1895

Có thể các hóa thạch được mô tả như "B. platyonyx" đại diện cho một loài khác; chúng nhỏ hơn một phần ba so với xương của loài "Brontornis" lớn nhất. Tuy nhiên, nhiều khả năng là chúng đại diện cho loài dị hình giới tính. Diều hâu và cú ngày nay, con cái thường to hơn đáng kể so với con đực; điều này ngăn cản sử dụng quá mức kích thước của con mồi. Người ta không biết liệu giống đực hay giống cái của loài phorusrhacid có lớn hơn hay không, nhưng hóa thạch của phorusrhacid Titanis ở Bắc Mỹ cũng cho thấy sự thay đổi đáng kể về kích thước, chứng minh rằng có thể có một khuynh hướng kích cỡ khác nhau của giới tính.

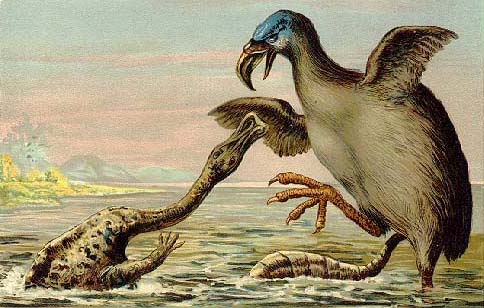
Highly anachronistic phục hồi Brontornis bị tấn công bởi hadrosaur, 1902–1906

Nghiên cứu gầm đây đã có nghi vấn về giả thuyết rằng "Brontornis" là một phorusrhacid. "Brontornis" thực sự có thể đại diện cho loài anseriform, với các loài khác có họ Brontornithinae (Physornis và Paraphysornis) là đúng với loài phorusrhacids. Phân họ có chứa hai loài sau đã được đề xuất đổi tên thành Physornithinae, với "Physornis fortis" cùng một loại. Nếu những kết luận này là hợp lệ, điều này có nghĩa là có ba nhóm anseriformes khổng lồ cơ bản, theo trình tự thời gian qua các thời kỳ: loài gastornithids (Gastornis và kin), Brontornis, và cuối cùng là loài mihirungs của Úc. Tuy nhiên, các phân tích khác cũng đã đưa ra lập luận triển lãm Brontornis chẩn đoán đốt sống ngực của phorusrhacids, hỗ trợ vị trí của nó trong nhóm đó.
Bản mẫu:Clearboth